# Maison Losseau

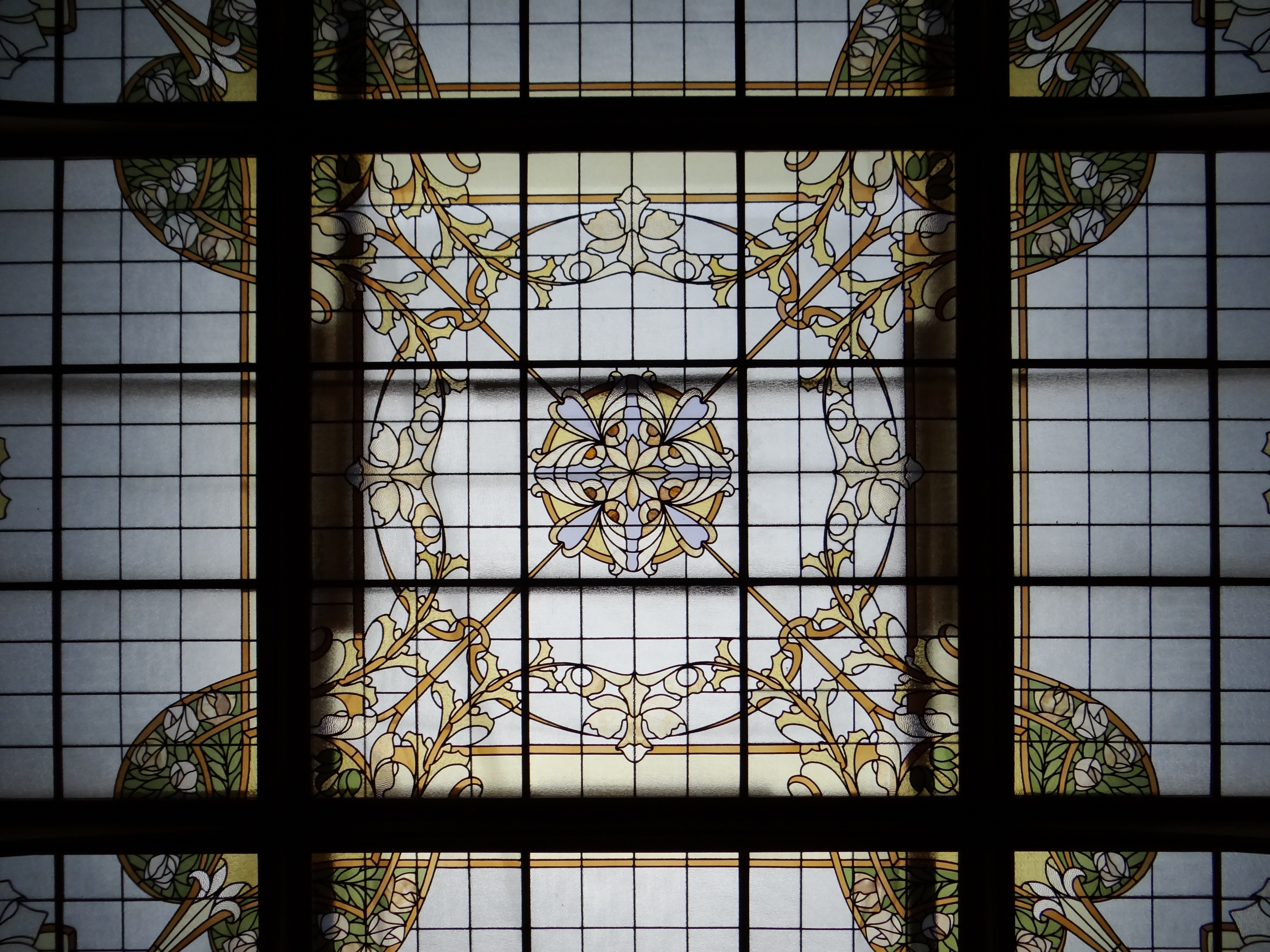
art-nouveaukoepel in de grote salon

Het Maison Losseau is een monumentaal pand aan de Rue de Nimy 37 in het Belgische Bergen. Het pand met de neoclassicistische voorgevel dateert uit de 18de eeuw maar werd begin jaren 1900 in art nouveau-stijl gerenoveerd door Paul Saintenoy op vraag van Léon Losseau. Sinds 2015 biedt het gebouw onderdak aan een kenniscentrum over Henegouwse literatuur en art nouveau.

## Afbeeldingen

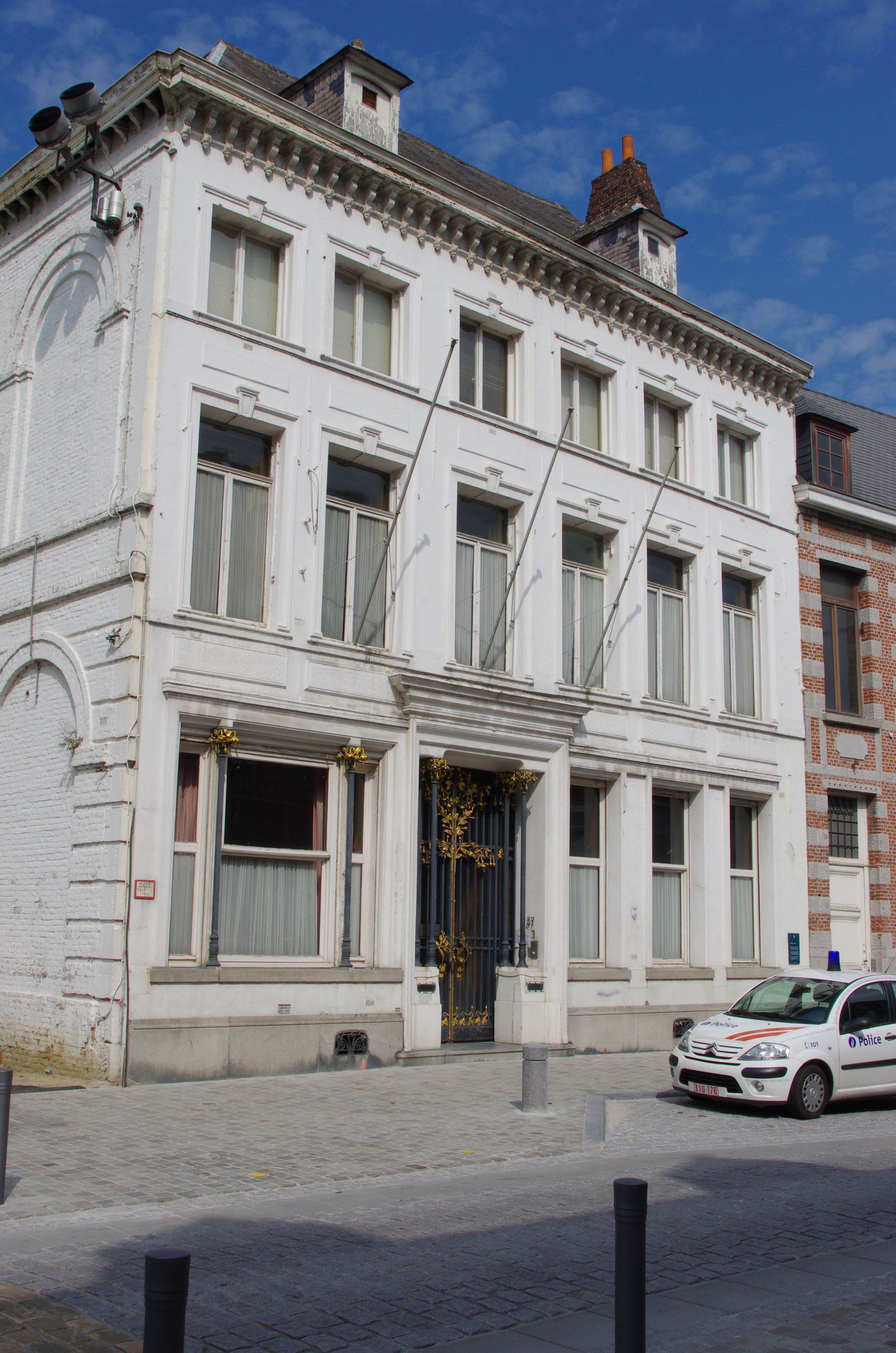
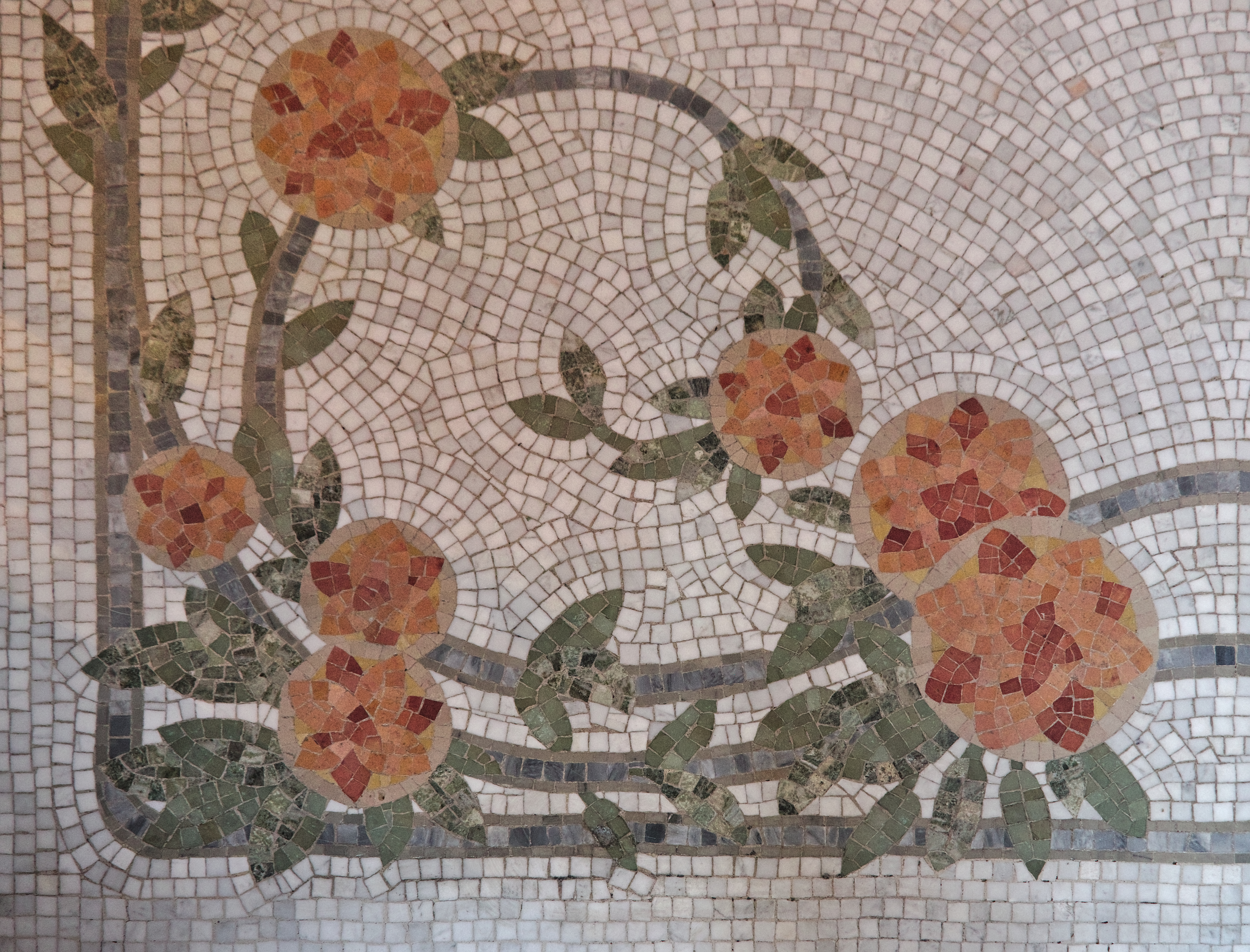